# أوجين ديلاكروا
فرديناند فيكتور أوجين ديلاكروا (فرنسي: Eugène Delacroix) (ولد 26 أبريل 1798 - وفاه 13 أغسطس 1863)، رسام فرنسي من رواد المدرسة الرومانسية الفرنسية. له العديد من اللوحات الفنية المحفوظة في متحف اللوفر وغيره. بدأ الرسم في العشرين من عمره. من أشهر لوحاته الحرية تقود الشعب التي رسمها عام 1830 ولوحة سلطان المغرب التي رسمها عام 1845 ولوحة الجزائريات التي رسمها عام 1830 ولوحة زفاف يهودي في المغرب (1839) ويبدو فيها تأثره بسفرته إلى شمال أفريقيا. ساهمت أعماله في اندفاع الفنانين الفرنسيين إلى الشرق للبحث عن مصادر الإلهام في لوحات ديلاكروا، وخاصة بعد مقولته الشهيرة عن بلاد شمال أفريقيا «عند كل خطوة، هناك لوحات جاهزة للرسم»
أعطى استخدام ديلاكروا لضربات الفرشاة التعبيرية ودراسته للتأثيرات البصرية بصفته رسامًا وفنانًا شكلًا عميقًا لعمل الانطباعيين، في حين ألهم شغفه بالغرابة الكثير من فناني حركة الرمزية. صور ديلاكروا الذي عمل في الطباعة الحجرية العديد من أعمال ويليام شكسبير والكاتب الأسكتلندي والتر سكوت والمؤلف الألماني يوهام فولفغانغ فون غوته.

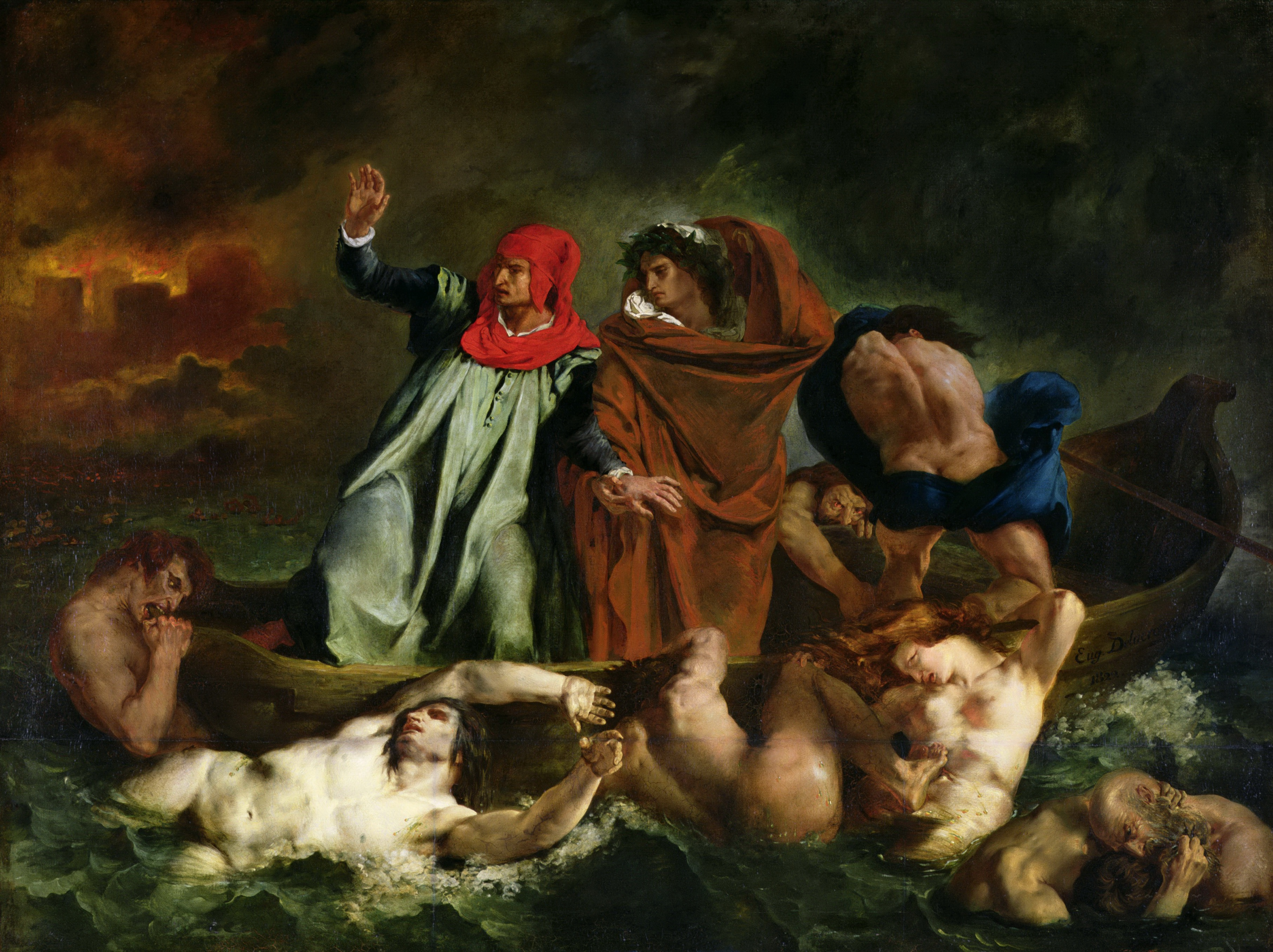
قارب دانتي بريشة الفنان الفرنسي أوجين ديلاكروا سنة 1822 ، تصور اللوحة بشكل فضفاض الأحداث المسرودة في القصيدة الملحمية لدانتي أليغييري «جحيم دانتي». معلق حاليًا في متحف اللوفر ، باريس.

استوحى ديلاكروا من فن روبنس ورسامي عصر النهضة في البندقية، على النقيض من كمال الحركة الكلاسيكية الحديثة لمنافسه الرئيسي آنغر، وركز على اللون والحركة بدلًا من وضوح الخطوط العريضة والشكل المصمم بعناية. ميز المحتوى الدرامي والرومانسي المواضيع المحورية التي أوضحت نضجه، وهذا لم يدفعه إلى استخدام النماذج الكلاسيكية للفن الروماني واليوناني، بل سافر عوضًا عن ذلك في شمال إفريقيا بحثًا عن الغرابة. كان الصديق والوريث الروحي لتيودور جيريكو، واستوحى ديلاكروا أيضًا من اللورد بايرون الذي شاركه ارتباطًا قويًا مع «القوى السامية» للطبيعة في أعمال عنيفة في كثير من الأحيان.
لم يمتلك ديلاكروا نزعة تجاه العاطفة أو الأسلوب المنمق وكانت رومانسيته جزءًا من فردانيته. بحسب تعبير بودلير «وقع ديلاكروا بحب الشغف، لكنه صمم ببرود على التعبير عنه بأكبر قدر ممكن». يُعتبر ديلاكروا جنبًا إلى جنب مع آنغر واحدًا من آخر أساتذة الرسم القدامى وواحدًا من القلائل الذين التُقطت صورهم فوتوغرافيًا.

## نشأته
ولد أوجين ديلاكروا في 26 أبريل من عام 1798 في شارنتون سان موريس في إيل دو فرانس، بالقرب من باريس. كان اسم والدته فيكتورا أوبين، وهي ابنة صانع الأثاث جان فرانسوا أوبين. كان لدى ديلاكروا ثلاثة أشقاء أكبر سنًا. صعد تشارلز هنري ديلاكروا (1779- 1845) إلى رتبة جنرال في الجيش النابليوني. تزوجت هنرييت (1780- 1827) من الدبلوماسي ريمون دي فيرنينك سان مور (1762- 1822). ولد هنري بعد ست سنوات وقُتل في معركة فريدلاند في 14 يونيو من عام 1807.
يوجد عدد من الأسباب الطبية التي أدت إلى الاعتقاد بأن والد أوجين الشرعي، تشارلز فرانسوا ديلاكروا، لم يكن قادرًا على الإنجاب، واعتبر صديق العائلة وخلف تشارلز ديلاكروا كوزير للخارجية المدعو تاليران نفسه والده الحقيقي، إذ كان أوجين يشبهه في المظهر والشخصية. حظي أوجين طوال حياته المهنية كرسام بحماية تاليران الذي خدم على التناوب في استعادة الملك لويس فيليب، وفي نهاية المطاف كسفير لفرنسا في بريطانيا العظمى، وحصل بعده على حماية حفيد تاليران تشارلز أوغست لويس جوزيف، دوق دي مورني، ونصف الأخ لنابليون الثالث ورئيس مجلس العموم الفرنسي. توفي والده الشرعي تشارلز ديلاكروا في عام 1805، ووالدته في عام 1814 تاركين أوجين البالغ من العمر 16 عامًا.
تلقى تعليمه المبكر في مدرسة لويس الكبير الثانوية وفي مدرسة بيير كورنيل الثانوية في روان، حيث تعمق في الكلاسيكيات وفاز بعدة جوائز في مجال الرسم. بدأ تدريبه مع بيير نارسيس غرين في عام 1815 على الطراز الكلاسيكي الحديث لجاك لويس ديفيد. تعرض مجموعة الكنيسة المبكرة، عذراء الحصاد (1819) تأثير رفائيل، بينما تدل مجموعة أخرى مثل عذراء القلب المقدس (1821)، على تفسير أكثر حرية. يسبق تأثيره الأسلوب الأكثر غنىً بالألوان لرسام الفلمنكية الباروكية بيتر بول روبنس وزميله الفنان الفرنسي تيودور جيريكو، إذ كانت أعمالهما بمثابة مقدمة للرومانسية في الفن.
امتلكت لوحة طوافة قنديل البحر تأثيرًا عميقًا حفز ديلاكروا على إنتاج اللوحة الرئيسية الأولى له بعنوان باروك دانتي، التي قبلها صالون باريس في عام 1822. تسبب العمل بنشوء ضجة كبيرة، وسخر منه الجمهور والطبقة الرسمية إلى حد كبير، اشترتها الدولة لمعارض لوكسمبورغ، واستمر نمط المعارضة الواسعة لعمله الذي لاقى دعمًا قويًا ومستنيرًا طوال حياته. حقق بعد عامين نجاحًا شعبيًا مرة أخرى من خلال لوحته مذبحة في خيوس.

## حياته المهنية

### خيوس وميسولونغي
تُظهر لوحة ديلاكروا التي حملت عنوان مذبحة في خيوس، عددًا من المدنيين اليونانيين الذين يُحتضرون إثر محاولة الأتراك ذبحهم. تُعتبر واحدة من العديد من اللوحات التي رسمها تأثرًا بهذا الحدث، إلا أنها تتناول السياسة الرسمية للقضية اليونانية في حرب الاستقلال ضد الأتراك، إذ استمرت هذه الحرب من قبل الحكومات الإنجليزية والروسية والفرنسية. اعترفت السلطات بديلاكروا على أنه رسام رائد في النمط الرومانسي الجديد واشترت الدولة هذه اللوحة. اعتُبر تصويره للمعاناة في هذه اللوحة أمرًا مثيرًا للجدل، إذ لم يكن هناك عرض لأي حدث مجيد ولم يرفع أي من الوطنيين سيوفهم بشجاعة كما فعلوا في اللوحة التي قدمها دايفيد بعنوان قسم الهوراتي، بل كانت عبارة عن مجرد كارثة. استنكر كثير من النقاد اللهجة اليائسة التي ظهرت من خلال اللوحة، وأسماها الفنان أنطوان قروس «مجزرة فنية». كان للشفقة التي أثارها تصوير الطفل الرضيع ممسكًا بثدي أمه الميتة تأثير قوي بشكل خاص، على الرغم من إدانة نقاد ديلاكروا لهذه التفاصيل باعتبارها غير صالحة للفن. تأثرت لوحات جون كونستابل ورسومات الألوان المائية والفن الخاص بريتشارد باركس بونينجتون بديلاكروا، إذ أجروا عليها تغيرات واسعة ومرسومة بحرية للسماء والمناظر الطبيعية البعيدة.
أنتج ديلاكورا لوحة ثانية لدعم الإغريق في حربهم من أجل الاستقلال، تتناول موضوع سقوط ميسولونغي من قبل القوات التركية في عام 1825. يظهر في لوحة اليونان على أنقاض ميسولونغي ومن خلال مجموعة مقيدة من الألوان التي تناسب الرواية، امرأة ترتدي زيًا يونانيًا يبرز صدرها العاري تقف بأذرع نصف مرفوعة في إشارة تثير الفزع أمام المشهد المرعب: وهو انتحار اليونانيين الذين اختاروا قتل أنفسهم وتدمير مدينتهم بدلًا من الاستسلام للأتراك. ترمز اليد التي تظهر في القاع إلى الجثة التي سُحقت بالأنقاض. تعد اللوحة بمثابة نصب تذكاري لشعب ميسولونغي ولفكرة الحرية ضد الحكم الاستبدادي. كان هذه الحدث مهمًا لديلاكروا، ليس فقط بسبب تعاطفه مع الإغريق بل أيضًا لأن الشاعر بايرون الذي كان يحبه ديلاكروا بشدة قد مات في هذا الحدث.

### الرومانسية
شملت رحلته إلى إنجلترا في عام 1825 زيارات إلى توماس لورانس وريتشارد باركس بونينجتون، وشكلت الألوان والمعالجة في اللوحات الإنجليزية حافزًا للوحة البورتريه الوحيدة التي رسمها بالطول الكامل والتي عُرفت بعنوان بورتريه لويس أوغست شويتر (1826- 1830). رسم ديلاكروا في الوقت نفسه تقريبًا أعمالًا رومانسية حملت مواضيع عديدة، أثار الكثير منها اهتمامه لأكثر من ثلاثين عامًا. أنتج ديلاكروا المطبوعات الحجرية التي تصور أعمال شكسبير بحلول عام 1825، وبعد ذلك مطبوعات حجرية ولوحات من غوته فاوست. قدمت لوحات مثل قتال بين غيور وحسان (1826) ولوحة الامرأة مع الببغاء (1827) موضوعات مثل العنف والشهوانية التي من شأنها أن تكون متكررة.
اجتمعت هذه الخيوط الرومانسية المتنوعة في لوحة وفاة ساردانابالوس (1827- 1828). تُظهر لوحة ديلاكروا لوفاة الملك الآشوري ساردانابالوس مشهدًا يثير الحركة العاطفية بألوان جميلة وأزياء غريبة وأحداث مأساوية. تصور اللوحة الملك المحاصر وهو يراقب بحماس الحراس الذين ينفذون أوامره بقتل عبيده ومحظياته وحيواناته. تشكل إحدى المسرحيات التي كتبها بايرون المصدر الأدبي لهذه اللوحة، على الرغم من أن المسرحية لا تتضمن على وجه التحديد مذبحة نُفذت في حق المحظيات.
يعتبر موقف ساردانابالوس المتمثل في الانفصال الهادئ موقفًا مألوفًا في الصور الرومانسية خلال هذه الفترة في أوروبا. اعتبر بعض النقاد اللوحة التي لم تُعرض مرة أخرى في أوروبا لسنوات عديدة، خيالًا شنيعًا ينطوي على الموت والشهوة. الأمر الذي يُعتبر صادمًا هو صراع المرأة العارية محاولة أن تقطع حنجرتها، وهو مشهد يحتل الصدارة في المقدمة للحصول على أقصى تأثير. ومع ذلك، فإن الجمال الحسي والألوان الغريبة للتكوين جعلت الصورة تبدو مبهجة وصادمة في الوقت نفسه.
اجتمعت مجموعة أخرى متنوعة من الاهتمامات الرومانسية في جريمة قتل أسقف لياج (1829). استعار أيضًا من مصدر أدبي، من سكوت هذه المرة مصورًا مشهدًا من العصور الوسطى عن مقتل لويس دي بوربون أسقف مدينة ليباج وسط طقوس عربدة برعاية أسرة وليام دي لا مارك. تقع أحداث الجريمة في مكان ذو تصميم داخلي مقبب رُسم اعتمادًا على رسومات لديلاكروا كان قد رسمها لقصر العدل في روان وقاعة وستمنسر، تدور الأحداث في شياروسكورو، وهي مرتبة حول مساحة مضاءة بشكل رائع من غطاء المائدة. وصف أحد النقاد في عام 1855، طريقة التعاطي مع اللوحة النابضة بالحياة على أن "التشطيبات النهائية في هذه اللوحة تجعلها أقل اكتمالا من لوحة وأكثر من رسم توضيحي". ترك الرسام لوحة جريمة قتل أسقف لياج في اللحظة المناسبة وفي الوقت الذي كانت ضربة واحدة إضافية من الفرشاة ستدمر كل شيء".

## معرض الصور

الحرية تقود الشعب .
نساء جزائريات .
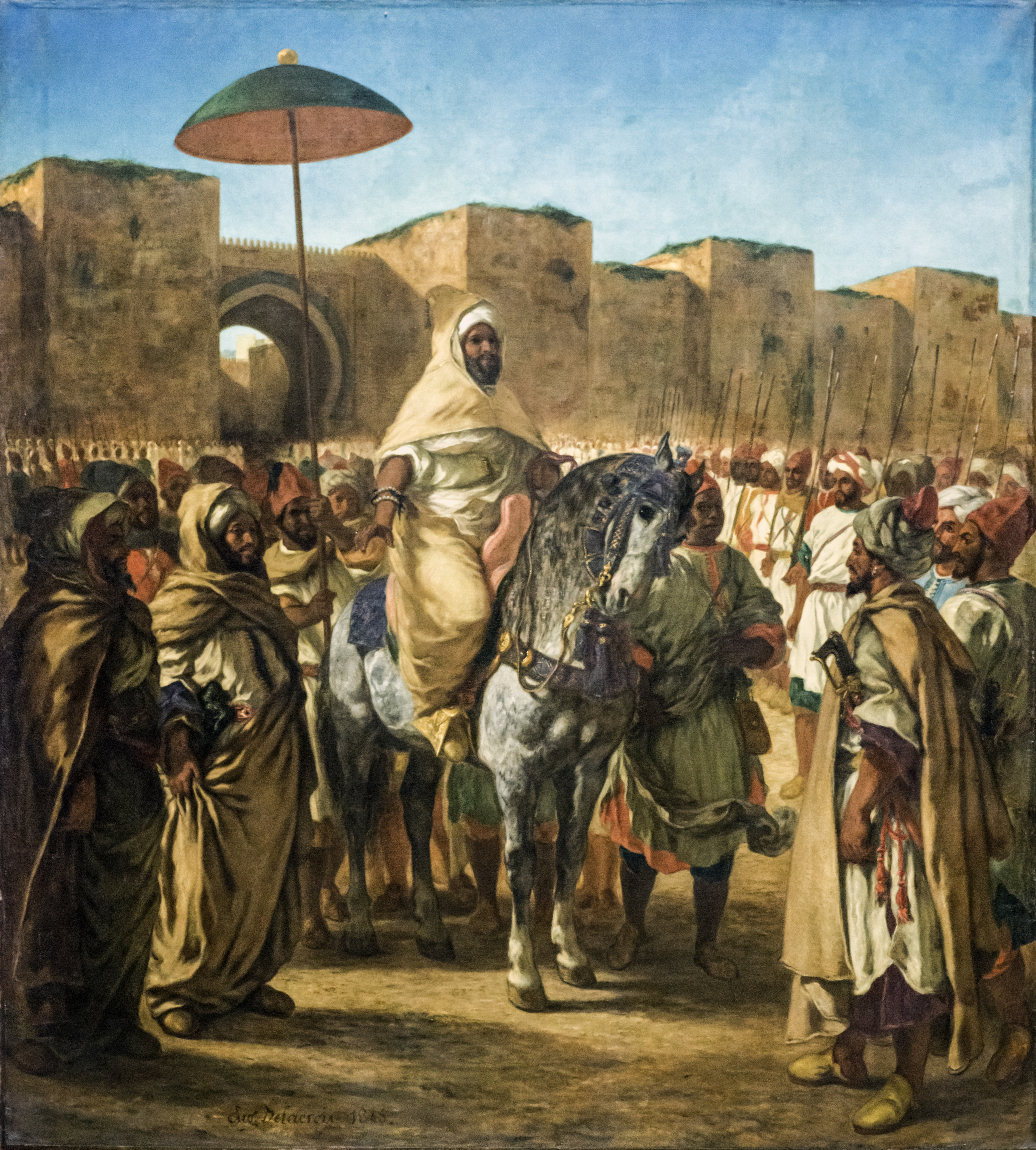
سلطان المغرب .
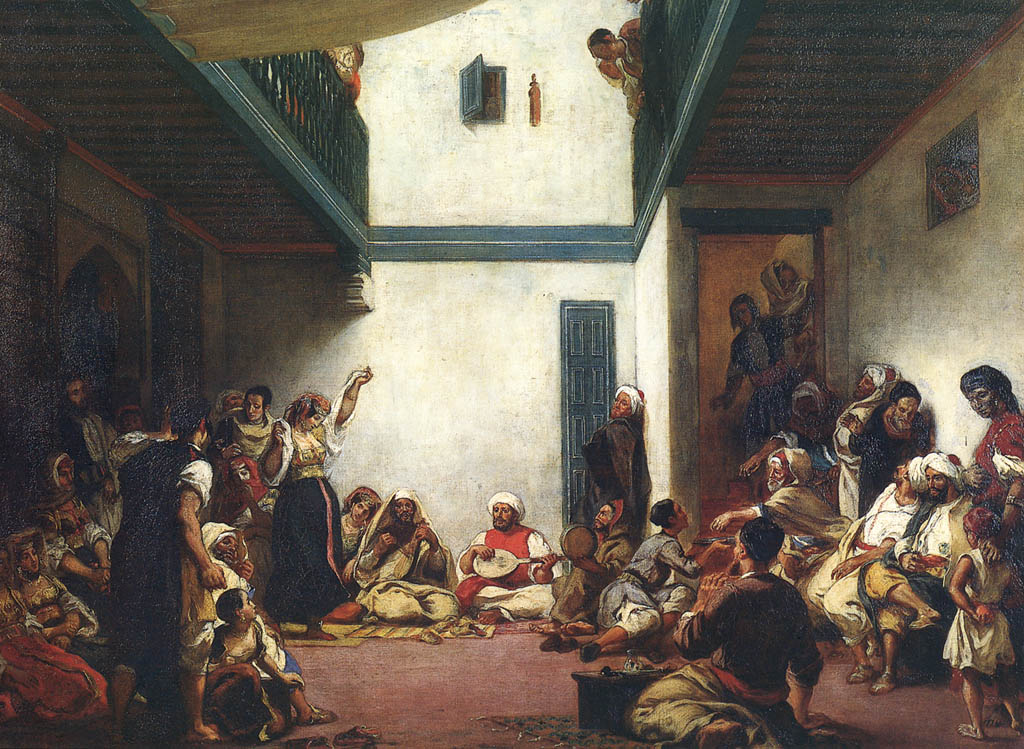
زفاف يهودي في المغرب

## روابط خارجية
- ديلاكروا على موقع IMDb (الإنجليزية)
- ديلاكروا على موقع الموسوعة البريطانية (الإنجليزية)
- ديلاكروا على موقع ميوزك برينز (الإنجليزية)
- ديلاكروا على موقع إن إن دي بي (الإنجليزية)
- ديلاكروا على موقع ديسكوغز (الإنجليزية)